# Liste der Biografien/End
Liste der Biografien |
Portal Biografien |
Personensuche
# |
A |
B |
C |
D |
E |
F |
G |
H |
I |
J |
K |
L |
M |
N |
O |
P |
Q |
R |
S |
T |
U |
V |
W |
X |
Y |
Z |
?
 
Ea |
Eb |
Ec |
Ed |
Ee |
Ef |
Eg |
Eh |
Ei |
Ej |
Ek |
El |
Em |
En |
Eo |
Ep |
Eq |
Er |
Es |
Et |
Eu |
Ev |
Ew |
Ex |
Ey |
Ez
 
Ena |
Enb |
Enc |
End |
Ene |
Enf |
Eng |
Enh |
Eni |
Enj |
Enk |
Enl |
Enm |
Enn |
Eno |
Enq |
Enr |
Ens |
Ent |
Enu |
Env |
Enw |
Enx |
Eny |
Enz
Die Liste der Biografien führt alle Personen auf, die in der deutschsprachigen Wikipedia einen Artikel haben. Dieses ist eine Teilliste mit 436 Einträgen von Personen, deren Namen mit den Buchstaben „End“ beginnt.

## End
- End Two, deutsche Rapperin und Moderatorin
- End, Dieter (* 1953), deutscher Fotograf
- End, Hermann (1942–2017), deutscher Hockeyspieler
- End, Noël van ’t (* 1991), niederländischer Judoka
- End, Willi (1921–2013), österreichischer Bergsteiger, Bergfotograf und Führerautor
- End, Wolfgang (1939–2008), deutscher Feldhockeyspieler

### Enda
- Endacott, Katherine (* 1980), britische Sprinterin
- Endacott, Paul (1902–1997), US-amerikanischer Basketballspieler
- Endale, Kebede (* 2000), äthiopischer Mittelstreckenläufer
- Endamne, Alice (* 1974), französische Schriftstellerin und Übersetzerin
- Endara Galimany, Guillermo (1936–2009), panamaischer Jurist und Politiker, Staatspräsident
- Endaruta, antiker Stadtfürst von Achschaph
- Endate, Kin (* 1960), japanischer Astronom

### Ende
- Ende, Nonne, Buchmalerin und Autorin
- Ende, Adolf (1899–1951), deutscher Politiker (KPD), MdR und Journalist
- Ende, Adolf von (1760–1816), deutscher Jurist
- Ende, Alexander (* 1979), deutscher Fußballtrainer
- Ende, August Friedrich von (1719–1797), kursächsischer Beamter sowie Besitzer zweier Rittergüter
- Ende, August von (1815–1889), preußischer Beamter und Politiker, MdR
- Ende, Bjorn van den (* 1986), niederländischer Ruderer
- Ende, Carl Bernhard von (1741–1807), kursächsischer Oberhofrichter, Kammerrat sowie Erb-, Lehn- und Gerichtsherr
- Ende, Carl Gottlob von (1700–1771), deutscher Geheimer Rat, Oberhofrichter, Direktor des Konsistoriums Leipzig sowie Rittergutsbesitzer
- Ende, Carl Heinrich Konstantin von (1784–1845), königlich-sächsischer Rat und Kurator der Universität Leipzig sowie Rittergutsbesitzer
- Ende, Curt am (1889–1970), deutscher Architekt
- Ende, Edgar (1901–1965), deutscher MalerEdgar Ende (1901–1965)

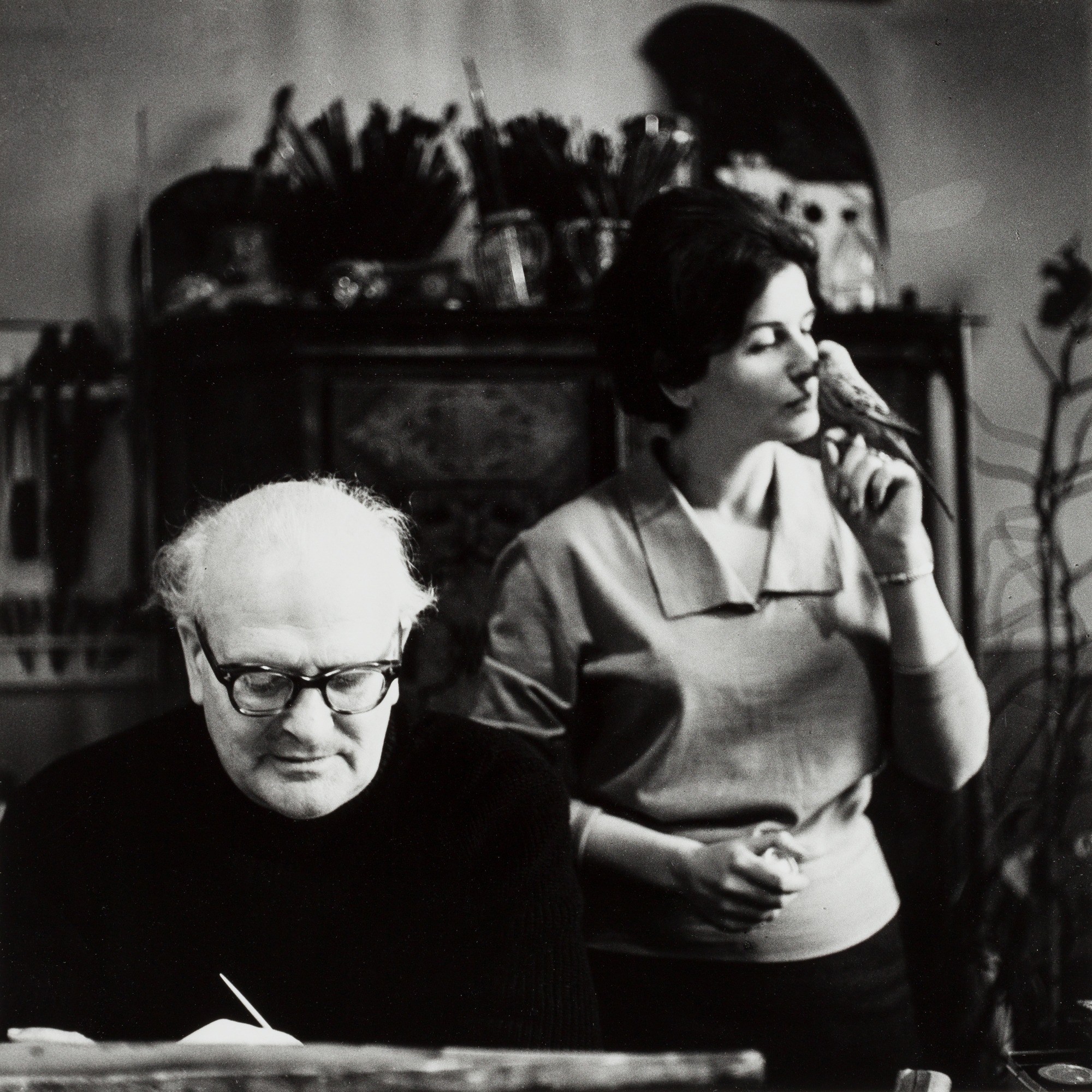
Edgar Ende (1901–1965)

- Ende, Felix von (1856–1929), deutscher Genremaler und Landschaftsmaler
- Ende, Friedrich Albrecht Gotthilf von (1763–1829), preußischer Generalleutnant
- Ende, Gabriele von (* 1944), deutsche Malerin
- Ende, Gotthelf Dietrich von (1726–1798), deutscher Verwaltungsjurist und Minister
- Ende, Hans-Jürgen (* 1962), deutscher Leichtathlet
- Ende, Heinrich vom (1858–1904), deutscher Musikverleger und Komponist
- Ende, Hermann (1829–1907), deutscher Architekt
- Ende, Horst (1926–1996), deutscher Polizist und Polizeipräsident von Ost-Berlin
- Ende, Horst (1940–2017), deutscher Kunsthistoriker und Denkmalpfleger
- Ende, Johann August (* 1832), deutscher Lehrer und Autor
- Ende, Johann Friedrich August von (1780–1834), königlich-westphälischer Gardegeneral der Gewässer und Forste
- Ende, Johann Gottfried am (1752–1821), evangelischer Theologe
- Ende, Joop van den (* 1942), niederländischer Musical- und TheaterproduzentJoop van den Ende (* 1942)

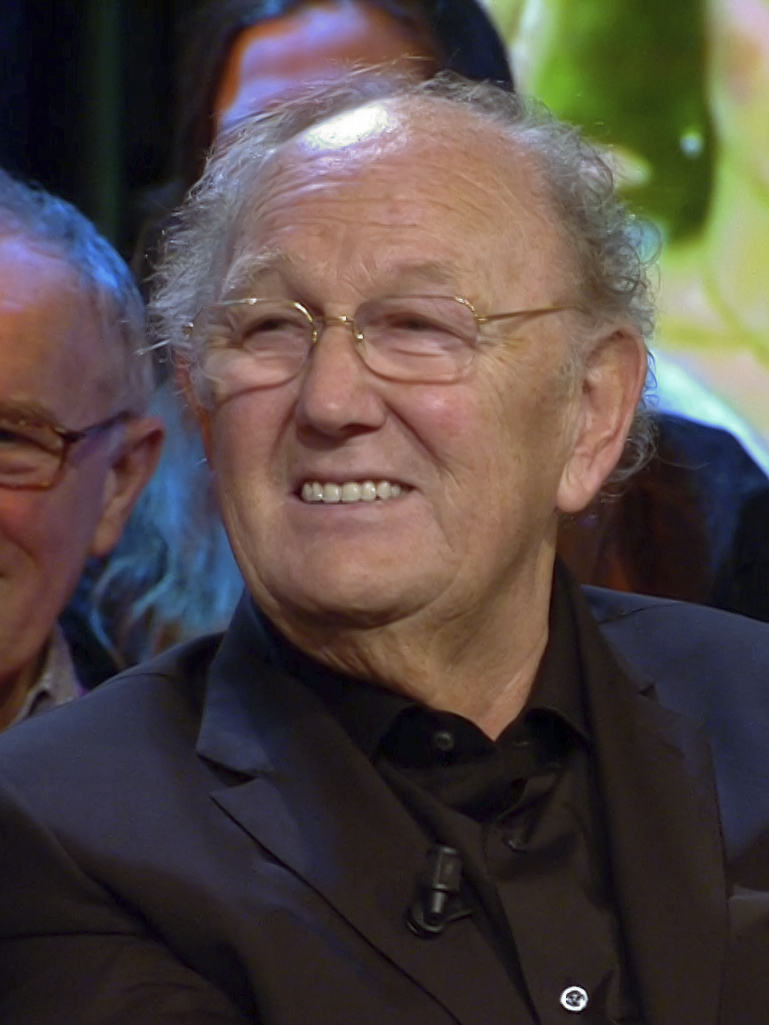
Joop van den Ende (* 1942)

- Ende, Konrad (1895–1976), deutscher Politiker (DNVP), MdR
- Ende, Leopold Nicolaus von (1715–1792), kursächsischer Politiker und Minister
- Ende, Louis (1840–1900), deutscher Architekt
- Ende, Mario van der (* 1956), niederländischer Fußballschiedsrichter
- Ende, Micha (* 1959), deutsch-brasilianischer Fotograf, Journalist, Dokumentarfilmer und Kurator
- Ende, Michael (1929–1995), deutscher Schriftsteller
- Ende, Moritz (* 1999), deutscher Handballspieler
- Ende, Otto von (1795–1856), Gutsbesitzer und Mitglied des Preußischen Herrenhauses
- Ende, Paul (1874–1957), deutscher Politiker (DDP)
- Ende, Paul am (1851–1926), deutscher Politiker
- Ende, Rainier von (1807–1871), kurhessischer Generalmajor, Kriegsminister
- Ende, Reiner (1953–2022), deutscher Maler und Grafiker
- Ende, Siegfried von (1851–1926), preußischer Generalleutnant
- Ende, Theodor am (1834–1899), preußischer Generalleutnant
- Ende, Werner (1937–2024), deutscher Islamwissenschaftler
- Ende, Wolf Rudolph von († 1689), kursächsischer Kammer- und Bergrat sowie Obersteuereinnehmer
- Endean, Richard (* 1948), neuseeländischer Sprinter
- Endean, Russell (1924–2003), südafrikanischer Cricket- und Hockeyspieler
- Endebrock, Jörg (* 1970), deutscher Kirchenmusiker, Dirigent, Chorleiter, Cembalist und Organist
- Endebrock, Peter (* 1942), deutscher Mathematiker
- Endecott, John († 1665), englischer Puritaner, Kolonialbeamter, Soldat und der erste Gouverneur der Massachusetts Bay Colony
- Endel, Renske (* 1983), niederländische Kunstturnerin
- Endel, Roman († 1755), deutscher Benediktiner, Theologe, Dekan, Propst und Geschichtsschreiber
- Endeladse, Mindia (* 1998), georgischer Sprinter
- Endelechius, Severus Sanctus, römischer christlicher Redner und Poet
- Endelkachew, Makonnen (1890–1963), äthiopischer Politiker
- Endell, August (1871–1925), deutscher Architekt des JugendstilsAugust Endell (1871–1925)

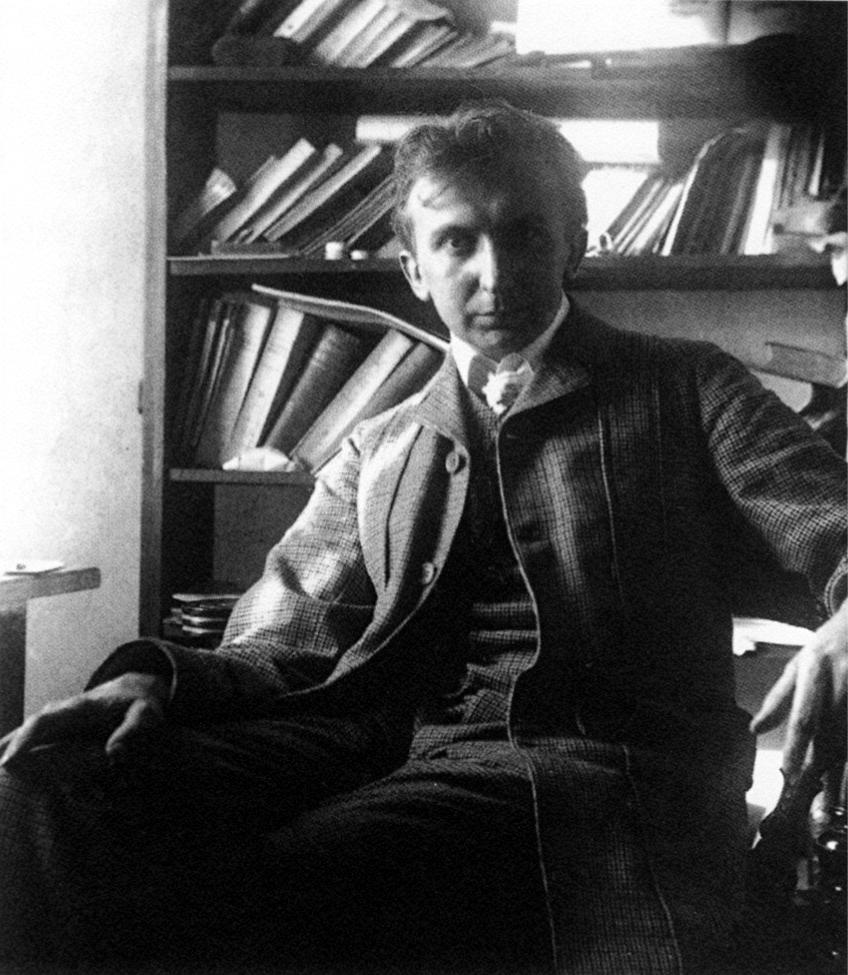
August Endell (1871–1925)

- Endell, Eduard (1852–1911), deutscher Architekt und preußischer Baubeamter
- Endell, Fritz (1873–1955), deutscher Maler und Graphiker
- Endell, Karl Friedrich (1843–1891), deutscher Architekt und preußischer Baubeamter
- Endell, Karl Heinrich (1776–1843), preußischer Regierungsrat und Oberbürgermeister von Frankfurt a. O. (1810–1816)
- Endell, Kurd (1887–1945), deutscher Mineraloge und Chemiker
- Endelman, Stephen (* 1962), britischer Filmkomponist
- Endelman, Todd (* 1946), US-amerikanischer Historiker
- Endemann, Alicia (* 1988), deutsche Schauspielerin und Synchronsprecherin
- Endemann, Christian (1885–1950), deutscher Politiker
- Endemann, Friedrich (1857–1936), deutscher Jurist und Hochschullehrer
- Endemann, Friedrich Carl (1833–1909), deutscher Mediziner und Politiker (NLP), MdR
- Endemann, Gernot (1942–2020), deutscher Schauspieler und SynchronsprecherGernot Endemann (1942–2020)

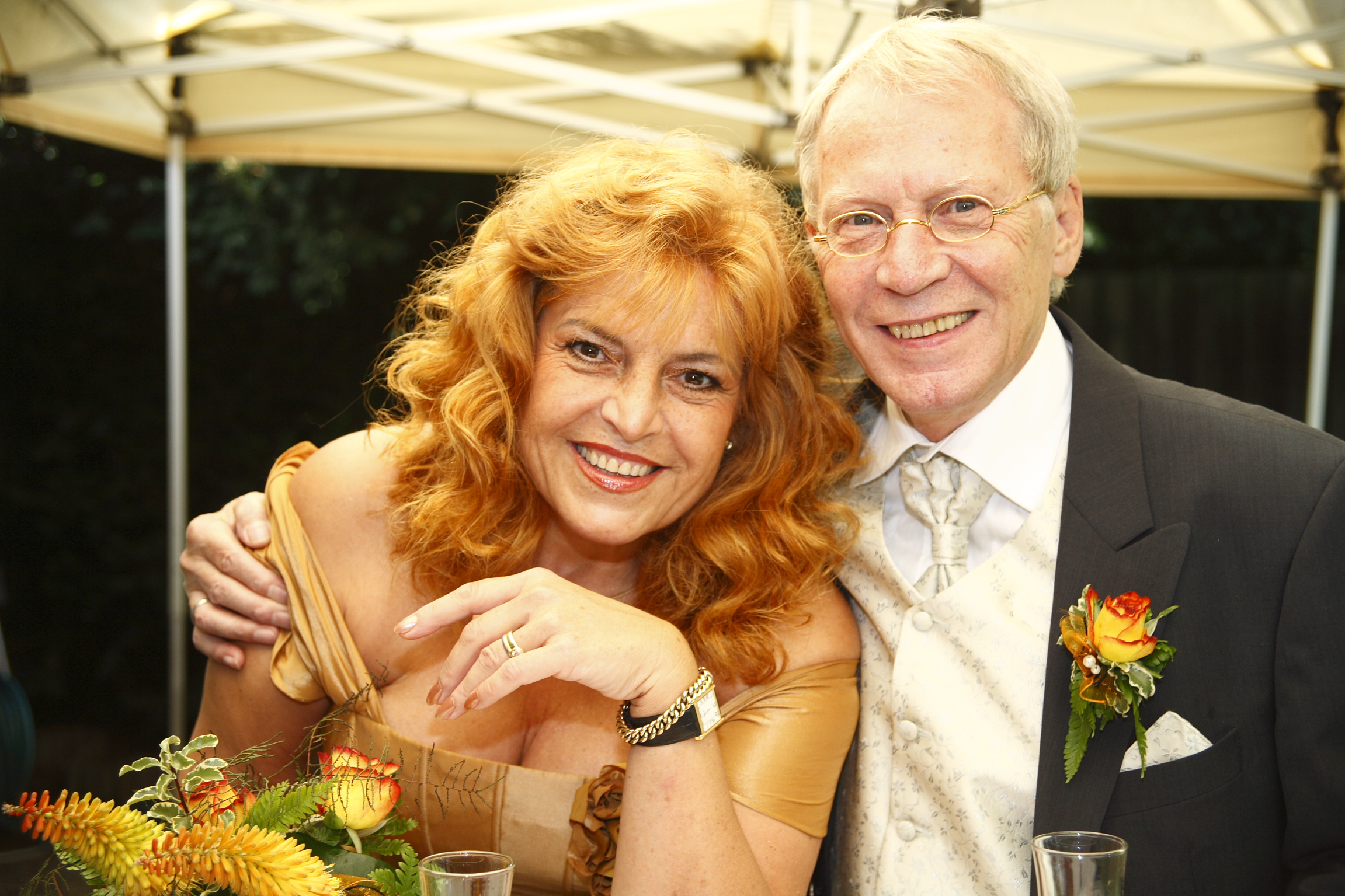
Gernot Endemann (1942–2020)

- Endemann, Heike (* 1962), deutsche Bildhauerin
- Endemann, Hermann Ernst (1796–1846), deutscher Rechtswissenschaftler und Hochschullehrer
- Endemann, Ingo (* 1969), deutscher Internet-Unternehmer
- Endemann, Jannik (* 1983), deutscher Hörspiel- und Synchronsprecher
- Endemann, Johann Conrad (1793–1878), deutscher Jurist und Gerichtspräsident
- Endemann, Karl (1836–1919), deutscher evangelischer Pfarrer, Missionar und Sprachforscher
- Endemann, Stephan (* 1980), deutscher Musikproduzent, Songwriter, Remixer & DJ
- Endemann, Till (* 1976), deutscher Filmregisseur
- Endemann, Traute (1934–2016), deutsche Historikerin
- Endemann, Vivien (* 2001), deutsche Fußballspielerin
- Endemann, Wilhelm (1825–1899), deutscher Rechtswissenschaftler und Politiker (NLP), MdR
- Endemann, Wilhelm (* 1902), deutscher Tabakzüchter
- Endemann, Wolfgang (* 1930), deutscher Jurist
- Enden, Franciscus van den (1602–1674), flämischer Schriftsteller, Lehrer und Philosoph
- Endenburg, Gerard (1933–2025), niederländischer Autor und UnternehmerGerard Endenburg (1933–2025)

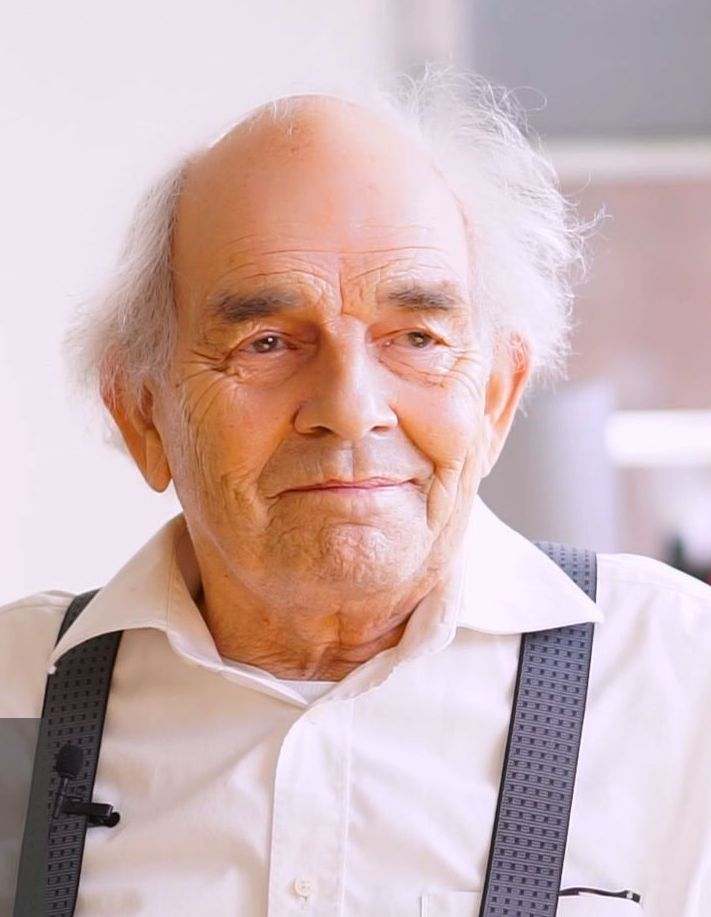
Gerard Endenburg (1933–2025)

- Endenthum, Max (1830–1889), deutscher Ingenieur
- Endepohls-Ulpe, Martina (* 1956), deutsche Psychologin und Hochschullehrerin
- Ender, Axel (1853–1920), norwegischer Maler und Bildhauer
- Ender, Boris Wladimirowitsch (1893–1960), russischer Maler
- Ender, Clemens (* 1971), österreichischer Politiker (ÖVP), Landtagsabgeordneter
- Ender, David (* 1960), österreichischer Dichter und Künstler
- Ender, Eduard (1822–1883), österreichischer Maler
- Ender, Emma (1875–1954), deutsche Politikerin (DVP), MdHB
- Ender, Ernst (1901–1998), deutscher Jurist und Landrat
- Ender, Erwin Josef (1937–2022), deutscher römisch-katholischer Geistlicher, Erzbischof und Diplomat des Heiligen Stuhls
- Ender, Herbert (1901–1969), deutscher Politiker (NSDAP), MdR
- Ender, Herbert (1903–1934), deutscher SA-Führer und Opfer des Röhmputsches
- Ender, Ina (1917–2008), deutsche Widerstandskämpferin
- Ender, Johann (1793–1854), österreichischer Maler
- Ender, Juri Wladimirowitsch (1898–1963), russischer Maler
- Ender, Klaus (1939–2021), deutscher Fotograf und Autor
- Ender, Kornelia (* 1958), deutsche SchwimmerinKornelia Ender (* 1958)

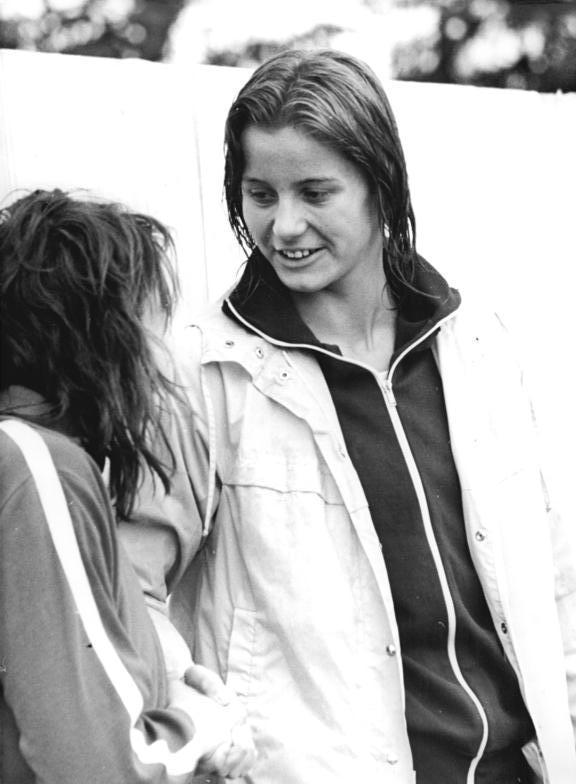
Kornelia Ender (* 1958)

- Ender, Ksenija Wladimirowna (1895–1955), russische Malerin
- Ender, Marc (* 1979), österreichischer Fußballspieler
- Ender, Marco (* 1979), liechtensteinischer Fußballspieler
- Ender, Marija Wladimirowna (1897–1942), russische Malerin
- Ender, Otto (1875–1960), österreichischer Politiker (CS), Mitglied des Bundesrates, Landeshauptmann von Vorarlberg, Bundeskanzler
- Ender, Peter (* 1958), deutscher Schauspieler
- Ender, Ralf (1960–2023), deutscher Fernsehdarsteller
- Ender, Thomas (1793–1875), österreichischer Landschaftsmaler
- Ender, Wolfgang (* 1946), liechtensteinischer Skirennläufer
- Enderby, Samuel (1640–1723), britischer Unternehmer und Händler
- Enderby, Samuel (1719–1797), britischer Unternehmer, Händler und Gründer des Walfangunternehmens Samuel Enderby & Sons
- Enderby, Samuel (1756–1829), britischer Unternehmer, Händler und Besitzer des Walfangunternehmens Samuel Enderby & Sons in der zweiten Generation
- Enderes, Aglaia von (1834–1883), österreichische Autorin
- Enderes, Bruno von (1871–1934), österreichischer Eisenbahnfachmann und Beamter
- Enderl, Kurt (1913–1985), österreichischer Botschafter
- Enderle, Annika (* 2000), deutsche Fußballspielerin
- Enderle, August (1887–1959), sozialistischer Politiker, Gewerkschafter und Journalist
- Enderle, Georges (* 1943), Schweizer Wirtschaftswissenschaftler und Hochschullehrer
- Enderle, Irmgard (1895–1985), deutsche Politikerin (KPD, SADP, SPD), MdBB, Gewerkschafterin und Journalistin
- Enderle, Johann Baptist (1725–1798), deutscher Barockmaler
- Enderle, Julius (1875–1908), österreichischer Geologe und Lehrer
- Enderle, Luiselotte (1908–1991), deutsche Journalistin
- Enderle, Manfred (* 1947), deutscher Amateur-Mykologe
- Enderle, Sebastian (* 1989), deutscher Fußballspieler
- Enderle-Burcel, Gertrude (* 1950), österreichische Historikerin
- Enderlein vom Burgstadl, Matthes (1493–1556), sächsisch-böhmischer Bergmeister
- Enderlein, Caspar (1560–1633), schweizerisch-deutscher Zinngießer
- Enderlein, Dieter (1944–2004), deutscher Leichtathlet
- Enderlein, Dietmar (* 1943), deutscher Sanitätsoffizier und Unternehmer
- Enderlein, Erik (1887–1949), deutscher Opernsänger (Tenor)
- Enderlein, Gertraud (1887–1962), deutsche Schriftstellerin
- Enderlein, Günther (1872–1968), deutscher Zoologe, Alternativmediziner und Pharmazeut
- Enderlein, Henrik (1974–2021), deutscher Politikwissenschaftler und ÖkonomHenrik Enderlein (1974–2021)

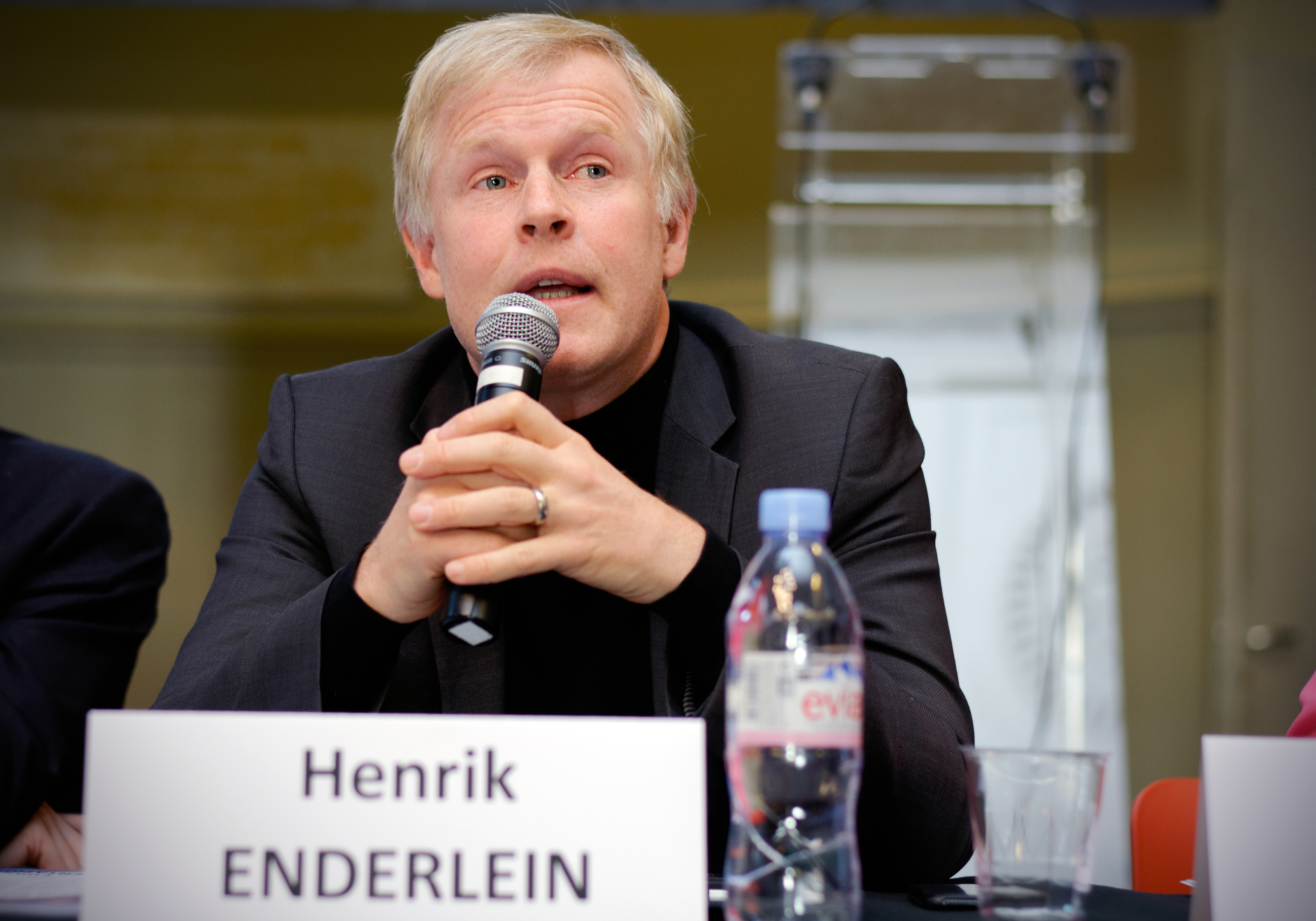
Henrik Enderlein (1974–2021)

- Enderlein, Hinrich (* 1941), deutscher Politiker (FDP), MdL
- Enderlein, Karl (1872–1954), deutscher Maler, Grafiker und Illustrator
- Enderlein, Karl Fritz (1929–2018), deutscher Jurist
- Enderlein, Klaus (1936–1995), deutscher Motorrad-Rennfahrer
- Enderlein, Lothar (1880–1942), deutscher Pädagoge und Heimatforscher
- Enderlein, Max (* 1996), deutscher Motorradrennfahrer
- Enderlein, Olle (1917–1993), schwedischer Segelbootskonstrukteur
- Enderlein, Ortrun (* 1943), deutsche Rennrodlerin
- Enderlein, Rolf (1936–1998), deutscher Physiker und Hochschullehrer
- Enderlein, Rudolf (1908–1985), deutscher Bildhauer
- Enderlein, Swen (1978–2004), deutscher Endurosportler
- Enderlein, Volkmar (* 1936), deutscher Islam-Kunsthistoriker und Archäologe
- Enderleit, Nikolaj (* 1997), dänischer Handballspieler
- Enderlen, Eugen (1863–1940), österreichisch-deutscher Chirurg
- Enderli, Franz (* 1954), Schweizer Politiker (CSP), Landammann von Obwalden
- Enderli, Hans (1879–1944), Schweizer Politiker, Redakteur, Verleger und Theologe
- Enderli, Irene (* 1943), Schweizer Politikerin
- Enderlin, Charles (* 1945), israelischer Journalist und Dokumentarfilmer
- Enderlin, Fritz (1883–1971), Schweizer Lehrer, Dialektologe, Mundartschriftsteller und Kirchenlieddichter
- Enderlin, Joseph Friedrich (1732–1808), deutscher Forstbeamter und Kameral- bzw. Forstwissenschaftler
- Enderlin, Max (1872–1940), deutscher Pädagoge
- Enderlin, Milly (1916–1997), Schweizer Redaktorin
- Enderling, Paul (1880–1938), deutscher Schriftsteller und Übersetzer
- Endermann, Georg († 1663), Bürgermeister von Görlitz
- Enders, Adalbert (1856–1925), deutscher Politiker (FVp, FVP, DDP), MdR
- Enders, Albin (1869–1946), deutscher Maler und Zeichner
- Enders, Bernd (* 1947), deutscher Musikwissenschaftler und Hochschullehrer
- Enders, Carl Friedrich (1877–1963), deutscher Germanist
- Enders, Caspar (1797–1875), Mitglied der kurhessischen Landstände
- Enders, Christian (1899–1984), deutscher Politiker (SPD), MdL
- Enders, Christoph (* 1957), deutscher Jurist und Professor an der Universität Leipzig
- Enders, Dieter (1946–2019), deutscher Chemiker
- Enders, Eva Maria (* 1963), deutsche Malerin
- Enders, Fabian (* 1986), deutscher Dirigent
- Enders, Frank (1860–1921), US-amerikanischer Maler, Radierer und Grafiker
- Enders, Franz-Karl (1928–2003), deutscher Wirtschaftswissenschaftler
- Enders, Friedrich A. (* 1896), deutscher Maler, Kirchenmaler und Kunsterzieher
- Enders, Gerd (1924–2016), deutscher Handballtrainer
- Enders, Gerdum (* 1961), deutscher Designmanager und Hochschullehrer
- Enders, Gerhart (1924–1972), deutscher Historiker und Archivar
- Enders, Gisela (1924–2021), deutsche Ärztin für Mikrobiologie, Virologie und Infektionsepidemiologie
- Enders, Giulia (* 1990), deutsche Sachbuch-Autorin und ÄrztinGiulia Enders (* 1990)

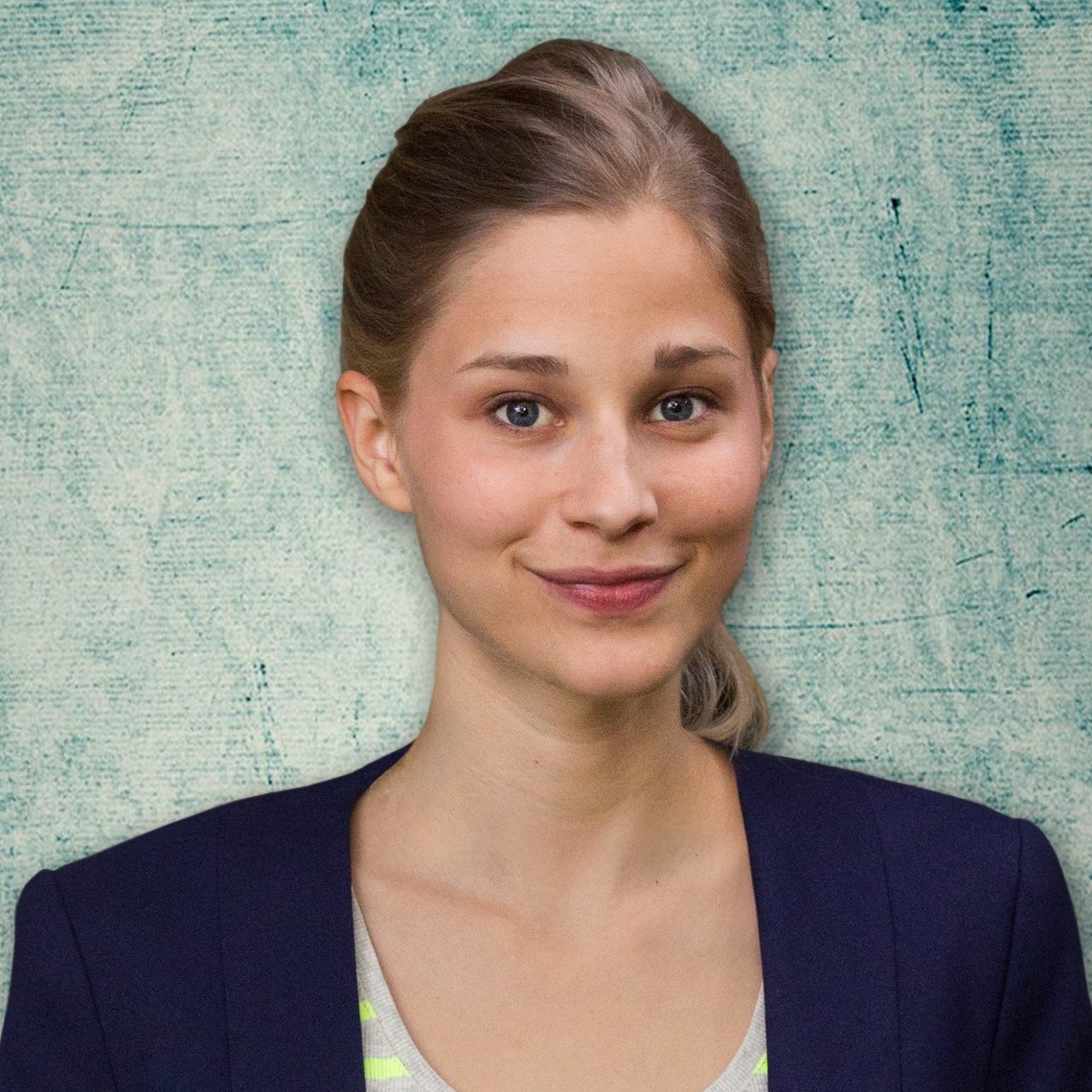
Giulia Enders (* 1990)

- Enders, Isang David (* 1988), deutscher Violoncellist
- Enders, Johannes (* 1967), deutscher Jazzsaxophonist, Bandleader und Hochschullehrer
- Enders, John Franklin (1897–1985), US-amerikanischer Virologe
- Enders, Judith (* 1976), deutsche Politikwissenschaftlerin
- Enders, Karl (1892–1938), deutscher Politiker (KPD) und Widerstandskämpfer
- Enders, Kathrin-Marén (* 1975), deutsche Schauspielerin
- Enders, Klaus (1937–2019), deutscher Motorradrennfahrer
- Enders, Lieselott (1927–2009), deutsche Archivarin und Historikerin
- Enders, Louis (1855–1942), deutsch-schwedischer Architekt
- Enders, Ludwig (1833–1906), deutscher evangelischer Pfarrer und Theologe
- Enders, Ludwig (1889–1956), deutscher Gebrauchsgrafiker und Illustrator
- Enders, Markus (* 1963), deutscher römisch-katholischer Theologe und Hochschullehrer
- Enders, Peter (* 1942), deutscher Politiker (SPD), MdB
- Enders, Peter (* 1948), deutscher Fußballspieler
- Enders, Peter (* 1959), deutscher Politiker (CDU), MdL
- Enders, Peter (1963–2025), deutscher Schachmeister
- Enders, Petra (* 1965), deutsche Politikerin (Die Linke, SED), MdL
- Enders, Philipp (1808–1878), deutscher Arzt und Mitglied der Frankfurter Nationalversammlung und des Weimarer Landtages
- Enders, René (* 1987), deutscher Bahnradsportler
- Enders, Robert (1919–2007), US-amerikanischer Filmproduzent, Drehbuchautor und Regisseur
- Enders, Robert (1928–2003), deutscher Künstler und Kunsterzieher
- Enders, Rolf (1924–2010), deutscher Diplomat
- Enders, Susann (* 1967), deutsche Politikerin (Freie Wähler), MdL
- Enders, Sylke (* 1965), deutsche Filmregisseurin, Drehbuchautorin und Filmproduzentin
- Enders, Thomas (* 1958), deutscher ManagerThomas Enders (* 1958)

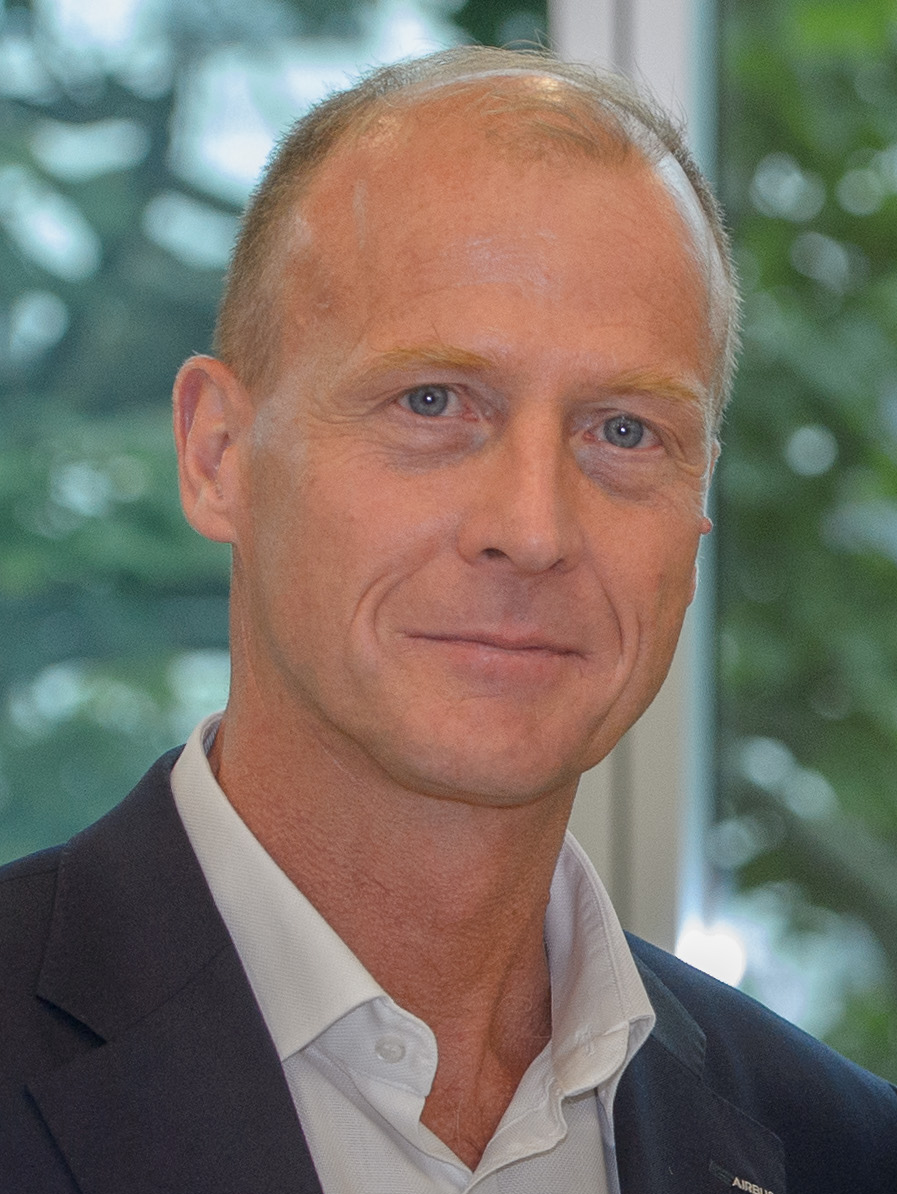
Thomas Enders (* 1958)

- Enders, Thomas O. (1932–1996), US-amerikanischer Diplomat
- Enders, Torsten (* 1954), deutscher Hörspielautor und -dramaturg
- Enders, Ulrike (* 1944), deutsche Bildhauerin
- Enders, Ursula (* 1953), deutsche Erziehungswissenschaftlerin, Traumatherapeutin und Autorin
- Enders, Wendelin (1922–2019), deutscher Pädagoge und Politiker (SPD), MdB
- Enders, Werner (1924–2005), deutscher Opernsänger (Tenor) und Mitglied der Komischen Oper Berlin
- Enders, Willy (1886–1938), deutscher Sozialdemokrat und Widerstandskämpfer gegen den Nationalsozialismus
- Enders, Wolfgang (1951–2017), deutscher Politiker (DDR-CDU, CDU), MdL
- Enders-Dix, Anna (1874–1947), deutsche Schriftstellerin
- Endersch, Johann Friedrich (1705–1769), kaiserlicher Kartograf
- Endert, Adalbert (1850–1906), Bischof von Fulda
- Endert, Günther van (1884–1958), deutscher Jurist
- Endert, Günther van (* 1954), deutscher Fernsehredakteur
- Endert, Josef van (1834–1885), deutscher katholischer Theologe, Religionspädagoge, Schulrat und Publizist
- Endert, Philipp van (* 1969), deutscher Jazz-Gitarrist und Komponist
- Endert, Tom van (* 1968), deutscher Verleger, Musiker und Schriftsteller
- Enderton, Herbert (1936–2010), amerikanischer Mathematiker und Logiker
- Enderûnlu Fâzıl († 1810), osmanischer Diwan- und Masnawī-Dichter, Satiriker
- Enderwitz, Anne (* 1974), deutsche Anglistin und Hochschullehrerin
- Enderwitz, Susanne, deutsche Islamwissenschaftlerin
- Enderwitz, Ulrich (* 1942), deutscher Religions- und Geschichtsphilosoph
- Endesfelder, Erika (1935–2015), deutsche Ägyptologin
- Endesfelder, Lena (* 1992), deutsche Weinkönigin 2016/2017
- Endesfelder, Lisa, ostdeutsche Leichtathletin
- Endestad, Audun (* 1953), US-amerikanischer Skilangläufer

### Endf
- Endfelder, Johann (1791–1862), österreichischer Maler
- Endfield, Cy (1914–1995), US-amerikanischer Regisseur, Zauberkünstler und Erfinder

### Endi
- Endi Akamine, Júlio (* 1962), brasilianischer Ordensgeistlicher, römisch-katholischer Erzbischof von Belém do Pará
- Endicott, James Gareth (1898–1993), kanadischer Pfarrer
- Endicott, Jo Ann (* 1950), australische Tänzerin
- Endicott, Marina (* 1958), kanadische Schriftstellerin, Schauspielerin und Dramaturgin
- Endicott, William Crowninshield (1826–1900), US-amerikanischer Jurist und Politiker
- Endino, Jack (* 1964), US-amerikanischer Musikproduzent und Musiker
- Endios, spartanischer Ephor

### Endj
- Endjala, Erkki (* 1969), namibischer Politiker und Regionalgouverneur
- Endjala, Max (1981–2025), namibischer Squashspieler
- Endjukowski, Alexander Gawrilowitsch († 1938), sowjetischer Finnougrist

### Endl
- Endl, Adolf (1847–1887), österreichischer Architekt des Historismus
- Endl, Friedrich (1857–1945), österreichischer Benediktiner, Archivar und Heimatforscher
- Endl, Johann (1897–1960), österreichischer Politiker (ÖVP)
- Endl, Thomas (* 1964), deutscher Verleger, Autor und Fernsehregisseur
- Endlein, Axel (* 1941), deutscher Gewerkschafter und Politiker (SPD), MdL
- Endlein, Erich (1925–2017), deutscher Priester und Oberstudienrat
- Endleman, Dave (* 1987), kanadischer Biathlet
- Endler, Adolf (1930–2009), deutscher Schriftsteller, Essayist und Lyriker
- Endler, Arno (* 1965), deutscher Autor
- Endler, Carl August (1893–1957), deutscher Historiker und Archivar
- Endler, Christian (* 1979), deutscher Fußballspieler
- Endler, Christiane (* 1991), chilenische Fußballspielerin
- Endler, Eduard (1860–1932), deutscher Architekt
- Endler, Franz (1937–2002), österreichischer Musikkritiker und Kulturpublizist
- Endler, Friedrich Gottlob (1763–1822), deutscher Kupferstecher
- Endler, Johann Samuel (1694–1762), deutscher Komponist des Spätbarock
- Endler, Konrad (* 1971), deutscher Musiker, Schriftsteller und Autor
- Endler, Michaela (* 1945), deutsche Skilangläuferin
- Endler, Peter C. (* 1958), österreichischer Hochschullehrer, Psychotherapeut und Gruppenanalytiker
- Endler, Rebekka (* 1984), deutsche Autorin und Journalistin
- Endler, Roland (1913–2003), deutscher Fabrikant und Fußballfunktionär
- Endler, Viktorine (1853–1932), deutsche Schriftstellerin
- Endlich, Ella (* 1984), deutsche Musical-, Pop- und SchlagersängerinElla Endlich (* 1984)

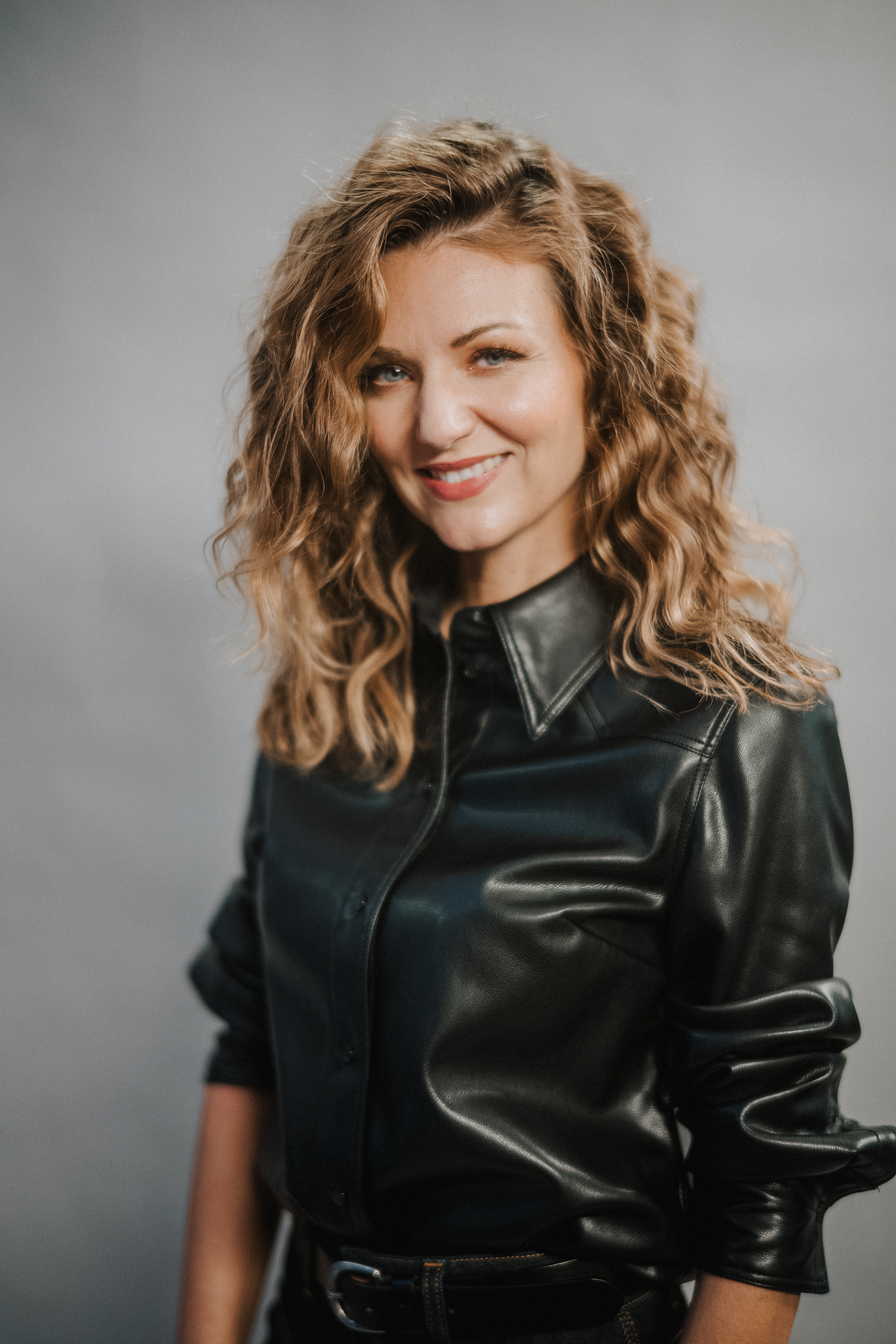
Ella Endlich (* 1984)

- Endlich, Frederick Miller (1851–1899), US-amerikanischer Geologe und Mineraloge
- Endlich, Karlhans, deutscher Physiologe, Anatom und Zellbiologe
- Endlich, Norbert (* 1958), deutscher Komponist und Musikproduzent
- Endlich, Stefanie (* 1948), deutsche Publizistin
- Endlicher, Michael (* 1996), österreichischer Fußballspieler
- Endlicher, Stephan Ladislaus (1804–1849), österreichischer Botaniker und Sinologe
- Endlicher, Wilfried (* 1947), deutscher Geograph und Hochschullehrer
- Endlweber, Julius (1892–1947), österreichischer Maler

### Endo
- Endō Yoshikazu (1891–1944), japanischer Seeoffizier, Admiral der Kaiserlich-Japanischen Marine
- Endo, Akari (* 1989), dominikanisch-japanische Musicaldarstellerin und Schauspielerin
- Endō, Akihiro (* 1975), japanischer Fußballspieler
- Endō, Akira (1933–2024), japanischer Biochemiker
- Endō, Fumiko, japanische Badmintonspielerin
- Endō, Gen’ichi (* 1994), japanischer Fußballspieler
- Endo, Harry (1922–2009), US-amerikanischer Schauspieler
- Endō, Hiroki (* 1970), japanischer Mangaka (Comiczeichner)
- Endō, Hiroyuki (* 1986), japanischer Badmintonspieler
- Endō, Hyūga (* 1998), japanischer Langstreckenläufer
- Endō, Jun (* 2000), japanische Fußballspielerin
- Endō, Junki (* 1994), japanischer Fußballspieler
- Endō, Keisuke (* 1989), japanischer Fußballspieler
- Endō, Keita (* 1997), japanischer Fußballspieler
- Endō, Kōji (* 1964), japanischer Komponist
- Endō, Mana (* 1971), japanische Tennisspielerin
- Endō, Masaaki (* 1967), japanischer Sänger
- Endō, Masahiro (* 1970), japanischer Fußballspieler
- Endō, Masayoshi (* 1999), japanischer Fußballspieler
- Endo, Nic (* 1976), US-amerikanische MusikerinNic Endo (* 1976)

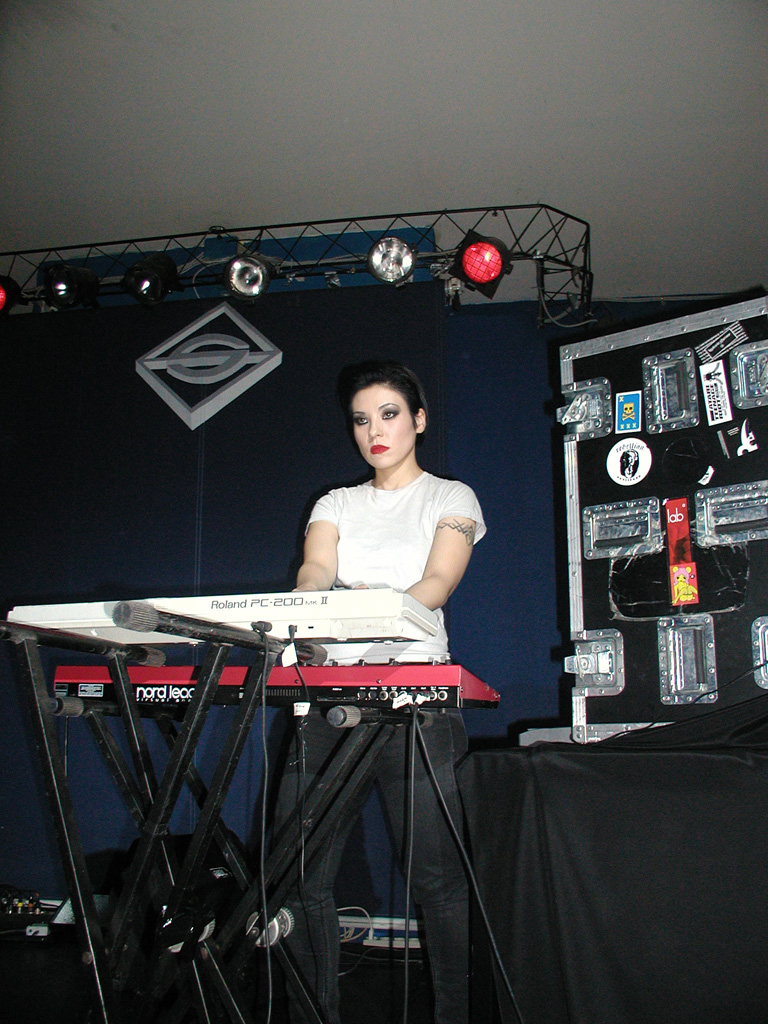
Nic Endo (* 1976)

- Endō, Ryō (* 1998), japanischer Fußballspieler
- Endō, Ryōta (* 2001), japanischer Fußballspieler
- Endō, Seiichi (1960–2018), Veterinär, Sektenmitglied und Terrorist
- Endō, Seishirō (* 1942), japanischer Aikidoka
- Endō, Shō (* 1990), japanischer Freestyle-Skisportler
- Endō, Shūsaku (1923–1996), japanischer Schriftsteller
- Endō, Sumio (* 1950), japanischer Judoka

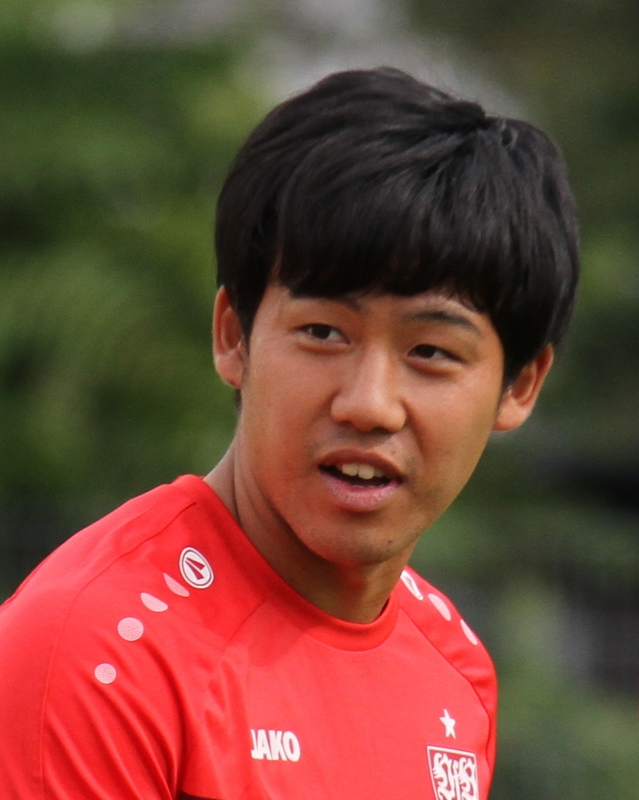
Wataru Endō (* 1993)

- Endō, Taishi (* 1980), japanischer Fußballspieler
- Endō, Takahiro (* 1968), japanischer Fußballspieler
- Endō, Takanari (* 2002), japanischer Fußballspieler
- Endō, Takehiko (1938–2019), japanischer Politiker
- Endō, Tatsuya (* 1980), japanischer Mangaka
- Endō, Tomotaka (* 1995), japanischer Squashspieler
- Endō, Toshiaki (* 1950), japanischer Politiker
- Endō, Toshikatsu (* 1950), japanischer Bildhauer
- Endō, Wataru (* 1993), japanischer FußballspielerWataru Endō (* 1993)
- Endō, Yasuhito (* 1980), japanischer Fußballspieler
- Endō, Yasushi (* 1988), japanischer Fußballspieler
- Endō, Yukio (1937–2009), japanischer Kunstturner
- Endō, Yurika (* 1994), japanische Seiyū und Popmusikerin
- Endofsky, Bildhauer des Rokoko
- Endore, Guy (1900–1970), US-amerikanischer Schriftsteller

### Endr
- Endras, Dennis (* 1985), deutscher Eishockeytorwart und -trainer
- Endrass, Engelbert (1911–1941), deutscher Marineoffizier und U-Bootkommandant im Zweiten WeltkriegEngelbert Endrass (1911–1941)

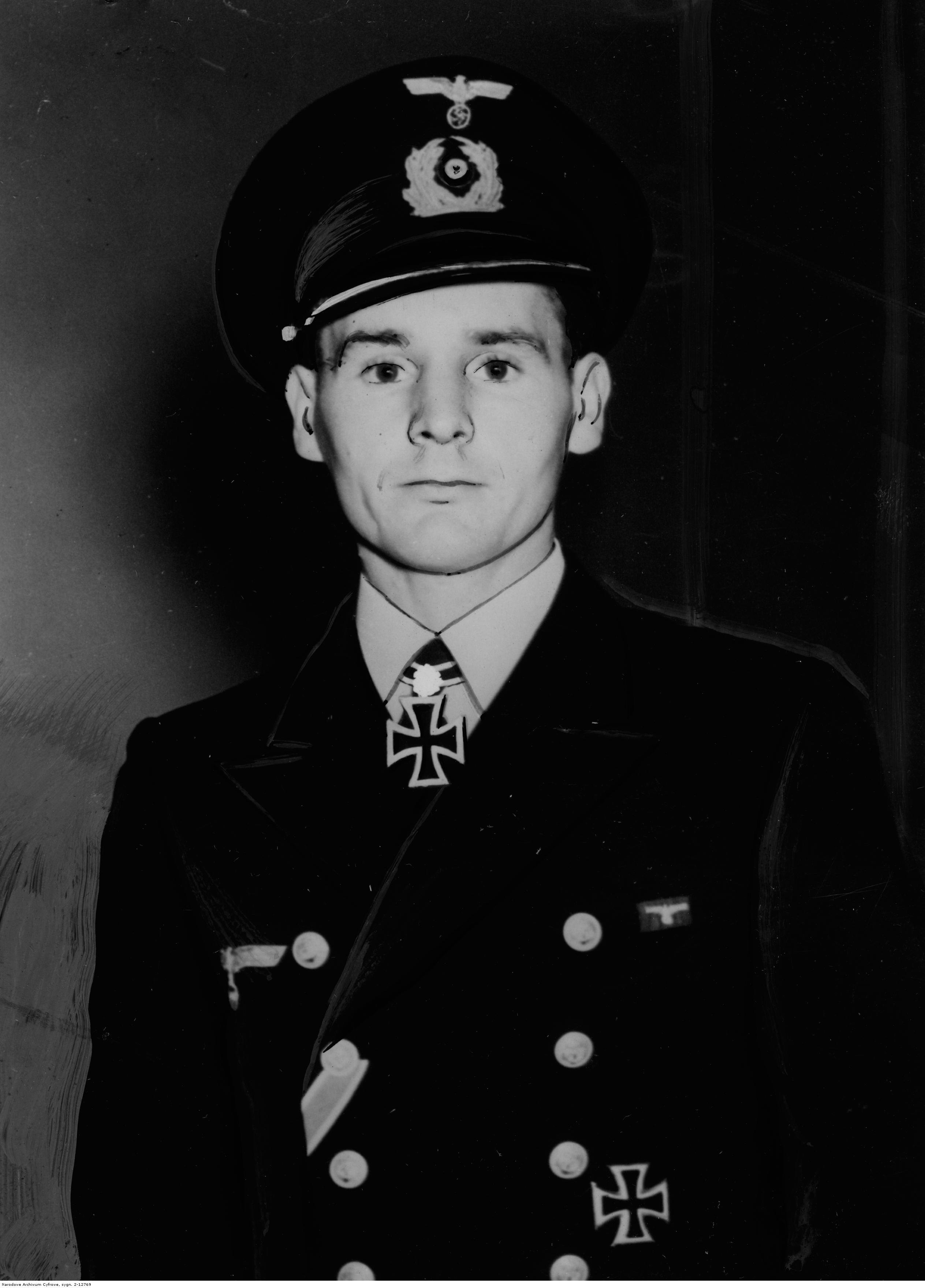
Engelbert Endrass (1911–1941)

- Endraß, Fridolin (1893–1940), deutscher Gewerkschafter und Widerstandskämpfer
- Endrass, Jérôme (* 1970), Schweizer Psychologe und Forensiker
- Endraß, Michael (* 1988), deutscher Eishockeyspieler
- Endraß, Stefan (* 1982), deutscher Eishockeyspieler
- Endre, Edvin (* 1994), schwedischer Schauspieler
- Endre, Lena (* 1955), schwedische Schauspielerin
- Endrédy, Vendel (1895–1981), ungarischer Priester, Abt von Zirc (1939 bis 1981)
- Endrejat, Bruno (1908–1945), deutscher kommunistischer Widerstandskämpfer gegen den Nationalsozialismus
- Endrekson, Tõnu (* 1979), estnischer Ruderer
- Endres de Oliveira, Gloria (* 1990), deutsche Schauspielerin
- Endres de Oliveira, Pauline (* 1982), deutsche Rechtswissenschaftlerin und Hochschullehrerin
- Endres, Albert (1932–2020), deutscher Informatiker und Hochschullehrer
- Endres, Alfred (* 1950), deutscher Volkswirtschaftler
- Endres, Anton (1909–1946), deutscher SS-Angehöriger, SS-Sanitätsdienstgrad im KZ Dachau und KZ Majdanek
- Endres, Bernhard (1788–1850), bayerischer Jurist und Kommunalpolitiker
- Endres, Brigitte, deutsche Autorin
- Endres, Daniel (* 1985), deutscher Fußballtorwart
- Endres, Egon (1902–1983), deutscher Politiker (CDU), MdA
- Endres, Egon (* 1960), deutscher Sozialwissenschaftler und Hochschullehrer
- Endres, Elisabeth, deutsche Architektin und Hochschullehrerin
- Endres, Elisabeth (1934–2000), deutsche Germanistin, Historikerin, Literaturkritikerin und Journalistin
- Endres, Elisabeth (1942–2011), deutsche Malerin
- Endres, Eugen (1880–1951), deutscher Verwaltungsjurist und Landrat in Illertissen
- Endres, Franz (1847–1906), Industrieller und Abgeordneter zum Österreichischen Abgeordnetenhaus
- Endres, Franz Carl (1878–1954), deutscher Historiker, Schriftsteller und FreimaurerFranz Carl Endres (1878–1954)

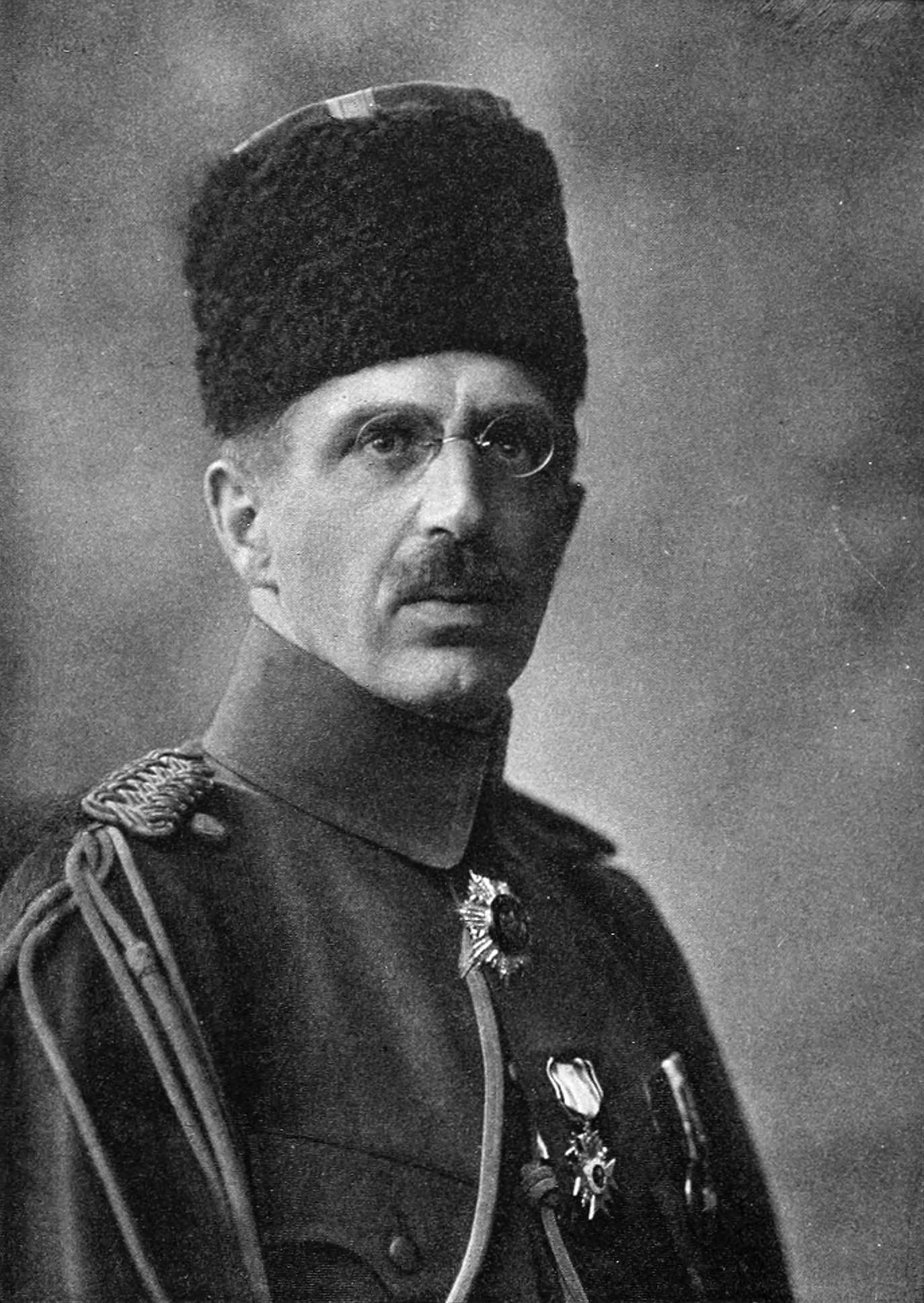
Franz Carl Endres (1878–1954)

- Endres, Franziska (* 1979), deutsche Synchronsprecherin und Theater-Schauspielerin
- Endres, Fritz (1877–1963), deutscher Politiker
- Endres, Fritz (1886–1945), deutscher Pädagoge und Historiker
- Endres, Gerald (* 1955), deutscher Journalist und Dokumentarfilmregisseur
- Endres, Gustavo (* 1975), brasilianischer Volleyballspieler
- Endres, Hans (1911–2004), deutscher Religionspsychologe und Autor
- Endres, Hans-Edgar (* 1894), deutscher Bobsportler
- Endres, Hans-Josef (* 1966), deutscher Maschinenbauingenieur und Hochschullehrer
- Endres, Heinrich (1888–1969), deutscher Bibliothekar
- Endres, Heinrich (1923–2005), deutscher Brigadegeneral des Heeres
- Endres, Helge W. (* 1940), österreichischer Offizier und Autor
- Endres, Ilka (* 1970), internationales Fotomodell sowie ehemalige deutsche Schönheitskönigin
- Endres, Johann Nepomuk (1730–1791), Theologe, Jurist und Philosoph der katholischen Aufklärung
- Endres, Johannes (* 1968), deutscher Journalist und Chefredakteur
- Endres, Josef (1899–1941), Landrat im Landkreis Passau
- Endres, Josef (1927–1998), deutscher Gewerkschafter und Politiker (SPD), MdL
- Endres, Josef (* 1952), deutscher Lehrer, Historiker und Heimatforscher
- Endres, Karl (1911–1993), deutscher Basketballspieler
- Endres, Karl Andreas (1882–1954), deutscher Politiker (CSU), Mitglied der Verfassunggebenden Landesversammlung in Bayern
- Endres, Karl von (1847–1907), bayerischer Generalleutnant
- Endres, Marc (* 1991), deutscher Fußballspieler und Fußballtrainer
- Endres, Matthias (* 1969), deutscher Neurologe
- Endres, Max (1860–1940), deutscher Forstwissenschaftler
- Endres, Michael (* 1937), deutscher Jurist und Bankmanager, Vorstandsvorsitzender der Hertie-Stiftung
- Endres, Michael (* 1961), deutscher Pianist
- Endres, Murilo (* 1981), brasilianischer Volleyballspieler
- Endres, Nikolaus von (1862–1938), bayerischer General der Infanterie
- Endres, Peter M. (* 1953), deutscher Ingenieur und Manager, Vorstandsvorsitzender der ERGO Direkt Versicherungen (seit 2003)
- Endres, Rainer (* 1957), deutscher Flottillenadmiral
- Endres, Ria (* 1946), deutsche Schriftstellerin
- Endres, Robert (1892–1964), österreichischer Historiker
- Endres, Ronja (* 1986), deutsche Politikerin (SPD), Vorsitzende der BayernSPDRonja Endres (* 1986)

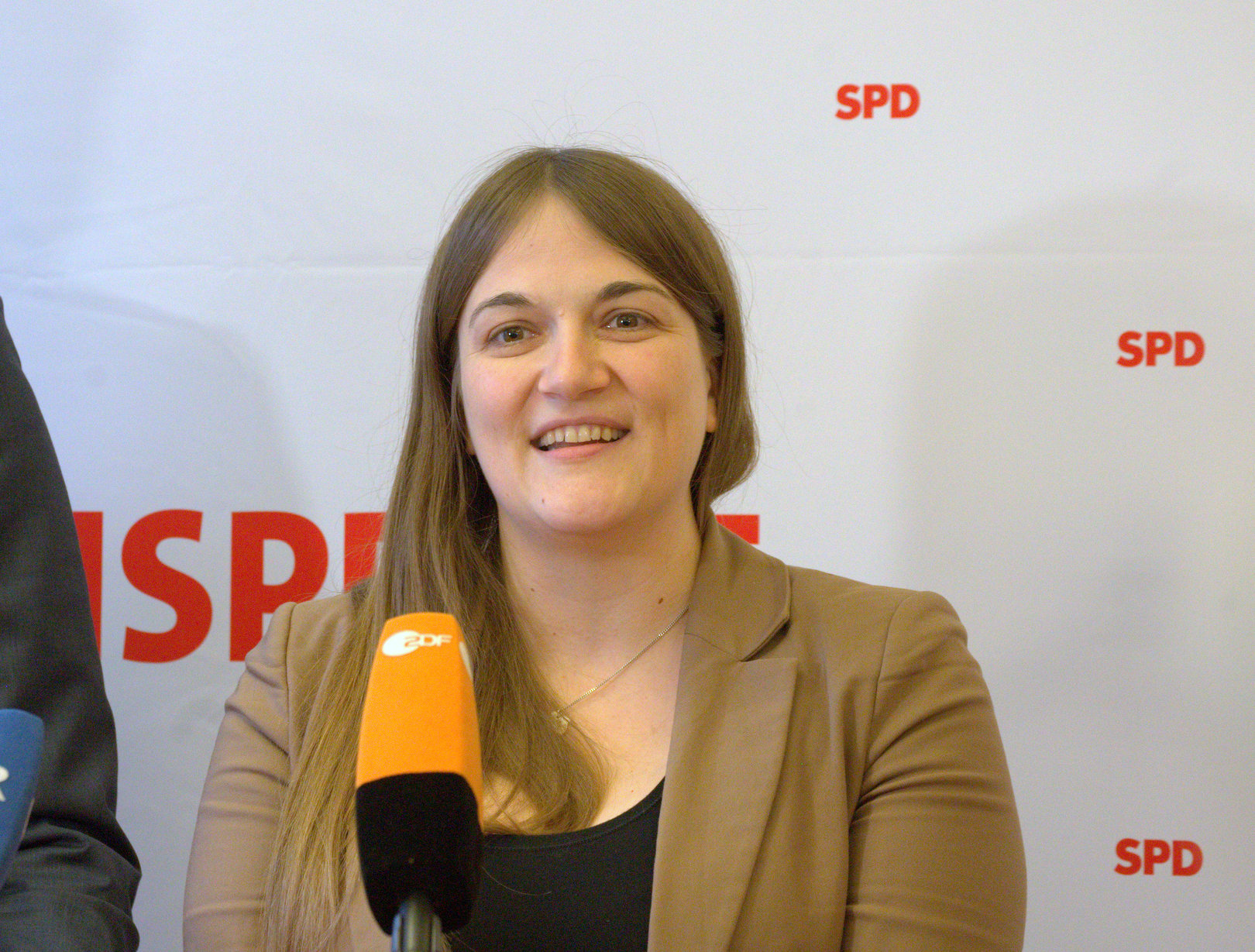
Ronja Endres (* 1986)

- Endres, Rudolf (1936–2016), deutscher Historiker
- Endres, Stefan (* 1957), deutscher Arzt und Immunologe
- Endres, Susanna, deutsche Pädagogin und Hochschullehrerin (Medienpädagogik, Digitale Bildung)
- Endres, Theodor (1876–1956), deutscher General der Artillerie im Zweiten Weltkrieg
- Endres, Thomas (* 1969), deutscher Florettfechter
- Endres-Stamm, Monika (* 1950), deutsche Autorin
- Endresen, Egil (1920–1992), norwegischer Politiker (Høyre), Minister und Richter
- Endresen, Sidsel (* 1952), norwegische Jazzsängerin
- Endresen, Stein (* 1959), norwegischer Springreiter
- Endresen, Tor (* 1959), norwegischer Sänger
- Endreson, Håkon (1891–1970), norwegischer Turner
- Endreß, Alexander (* 1971), deutscher Wirtschafts- und Sozialwissenschaftler, Bildungsmanager sowie Musiker
- Endreß, Artur (* 1932), deutscher Eishockeyspieler
- Endress, Edgar (* 1970), chilenischer Künstler
- Endress, Georg (1924–2008), Schweizer Unternehmer
- Endreß, Gerhard (* 1939), deutscher Arabist und Islamwissenschaftler
- Endress, Gudrun (* 1941), deutsche Jazzjournalistin
- Endreß, Jochen (* 1972), deutscher Fußballspieler
- Endress, Markus (* 1975), österreichischer Fußballtorhüter
- Endreß, Martin (* 1960), deutscher Soziologe
- Endrich, Felix (1921–1953), Schweizer Bobsportler
- Endrich, Peter (1886–1986), deutscher Lehrer und Prähistoriker
- Endrici, Celestino (1866–1940), österreichisch-italienischer Geistlicher, Erzbischof in Trient
- Endrick (* 2006), brasilianischer FußballspielerEndrick (* 2006)

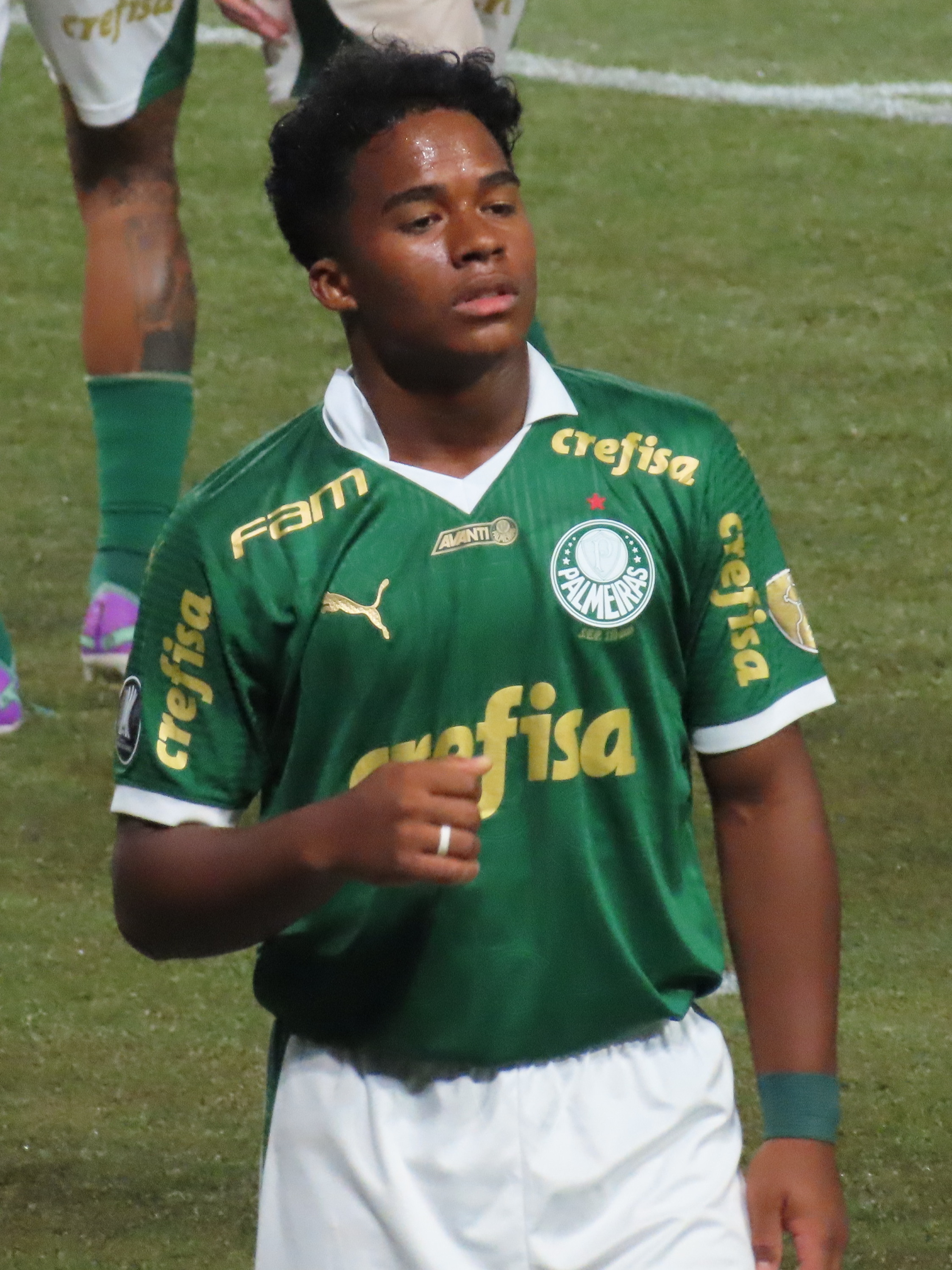
Endrick (* 2006)

- Endrigo, Sergio (1933–2005), italienischer Sänger und Cantautore
- Endrikat, Fred (1890–1942), deutscher Schriftsteller, Dichter und Kabarettist
- Endrikat, Klaus (1939–2023), deutscher Grafiker und Hochschullehrer
- Endriss, Elisabeth (* 1944), deutsche Schauspielerin
- Endriss, Erika (* 1954), deutsche Ruderin
- Endriss, Horst Walter (* 1938), deutscher Steuerberater, Wirtschaftsprüfer und Autor zahlreicher steuerrechtlicher Fachbücher
- Endriss, Karl (1867–1927), deutscher Geologe
- Endriß, Lisa (* 1947), deutsche bildende Künstlerin
- Endriss, Rainer (1945–2005), deutscher Jurist
- Endriukaitis, Algirdas (* 1936), litauischer Politiker
- Endrös, Anton (1871–1939), deutscher Pädagoge und Reallehrer
- Endrös, Anton (1900–1962), deutscher Arzt, Mitglied des NS-Ärztebundes, Gaukommissar
- Endrulat, Bernhard (1828–1886), deutscher Lehrer, Historiker und Archivar
- Endrulat, Peter (* 1954), deutscher Fußballtorwart
- Endruschat, August (1899–1990), deutscher Landschafts-, Porträt- und Tiermaler
- Endruweit, Günter (1939–2021), deutscher Soziologe
- Endruweit, Klaus (1913–1994), deutscher Tötungsarzt der Aktion T4

### Ends
- Endsjø, Dag Øistein (* 1968), norwegischer Religionswissenschaftler
- Endsley, Shane (* 1969), US-amerikanischer Jazztrompeter, Perkussionist und Komponist
- Endstorfer, Anton (1880–1961), österreichischer Bildhauer und Medailleur
- Endstrasser, Stefanie (* 1986), österreichische Golferin

### Endt
- Endt, Everard (1893–1980), US-amerikanischer Segler
- Endt, Franz Xaver (1891–1944), deutscher römisch-katholischer Geistlicher und Märtyrer
- Endt, Johann (1869–1951), deutschböhmischer Lehrer, Volkskundler und Heimatforscher
- Endter, Christian Ernst (1693–1775), deutscher Arzt und Sachbuchautor
- Endter, Theodor (1895–1976), deutscher Jurist und Bankmanager
- Endter, Wolfgang der Ältere (1593–1659), Nürnberger Verleger, Buchdrucker, Buchhändler
- Endtner, Verena (* 1973), Schweizer Filmemacherin, Videojournalistin und Kamerafrau
- Endtresser, Wilhelm (1895–1964), deutscher Schauspieler, Sänger und Kabarettist

### Endu
- Endubis, König von Axum

### Endz
- Endzelīns, Jānis (1873–1961), lettischer Linguist
- Endzelīns, Lūcijs (1909–1981), lettischer Schachspieler
- Endzinas, Audrius (* 1962), litauischer Politiker
- Endzone, Schweizer Musikproduzent aus dem Bereich Hip-Hop